# Línea alba (mejilla)
En odontología, la línea alba (del latín: línea blanca) es una raya horizontal en la mucosa bucal (superficie interna de la mejilla), a nivel de la oclusión (plano de mordida). Generalmente, se extiende desde la comisura hasta los dientes posteriores, pudiendo extenderse hasta la mucosa del labio interno y las comisuras de la boca.
La línea alba es un hallazgo común y muy probablemente asociado con presión, irritación por fricción o traumatismo por succión de las superficies faciales de los dientes. Puede confundirse con una lesión que requiere tratamiento y puede encontrarse en personas que mastican tabaco.

## Consideraciones clínicas
- La línea alba suele estar presente de forma bilateral.
- Se limita a zonas dentadas (es decir, en zonas donde faltan dientes la línea estará ausente, a menos que se use una dentadura postiza)
- Presenta una elevación asintomática, lineal, de color blanquecino, a nivel de la línea oclusal de los dientes.

## Tratamiento
No se requiere tratamiento.